# Hyrtios
Hyrtios é um gênero de esponja marinha da família Thorectidae.

## Espécies
- Hyrtios altus (Poléjaeff, 1884)
- Hyrtios arenosus (Thiele, 1905)
- Hyrtios caracasensis (Carter, 1882)
- Hyrtios cavernosus (Vacelet, Vasseur & Lévi, 1976)
- Hyrtios collectrix (Schulze, 1879)
- Hyrtios communis (Carter, 1885)
- Hyrtios digitatus (Lendenfeld, 1888)
- Hyrtios erectus (Keller, 1889)
- Hyrtios eubamma (de Laubenfels, 1954)
- Hyrtios proteus Duchassaing & Michelotti, 1864
- Hyrtios pulcher (Carter, 1885)
- Hyrtios reticulatus (Thiele, 1899)
- Hyrtios sororia (Thiele, 1905)
- Hyrtios spinifer (Poléjaeff, 1884)
- Hyrtios vilis Duchassaing & Michelotti, 1864
- Hyrtios vinciguerrae (Sarà, 1978)
- Hyrtios violaceus (Duchassaing & Michelotti, 1864)